# Han (Giappone)

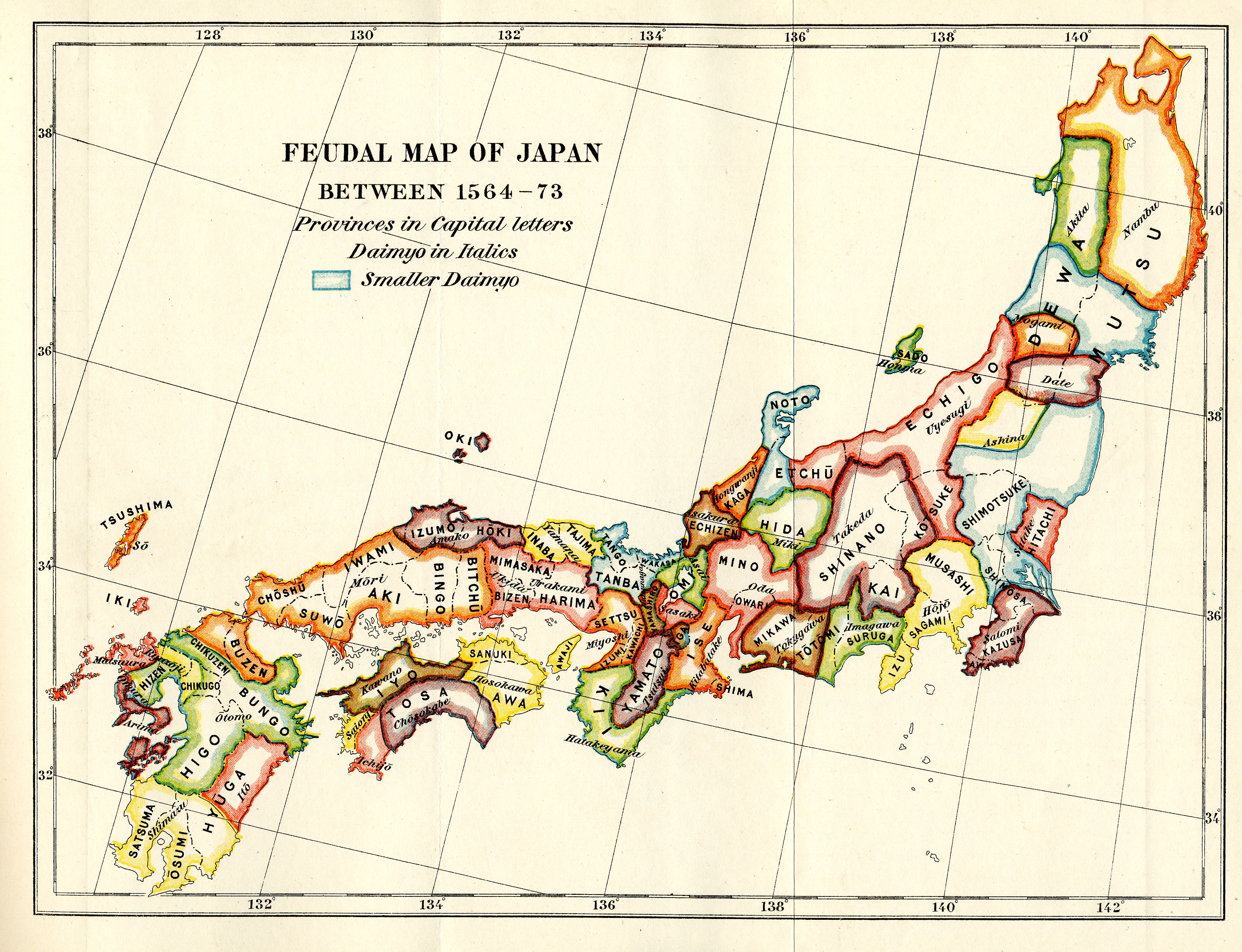
Mappa dei principali domini Han

Gli Han (藩) furono i feudi dei clan feudali del Giappone che esistettero per tutto il Periodo Edo e per i primi anni della Restaurazione Meiji. Il numero di han variava; tipicamente nel periodo Edo esistevano circa 300 han. La maggior parte erano guidati da un daimyō ed avevano un valore di 10.000 koku o più. I daimyo giuravano fedeltà allo shōgun. Alle volte un daimyo potente nominava un suo uomo al governare di un dominio del valore di oltre 10.000 koku. Anche i domini di questi uomini erano a volte chiamati han, anche se non erano daimyo.
Il più ricco era il Kaga han del valore di 1 milione di koku. Era situato nella province di Kaga, Etchu e Noto.
Nel luglio 1871 tutti gli han vennero sciolti per formare le prefetture.

## Confronto con le province
Le province vennero colonizzate in un'era precedente dalla corte imperiale. Erano in origine una divisione amministrativa del governo centrale. Durante il Periodo Muromachi il bakufu nominò uno shugo daimyo per ogni provincia lasciandogliene il governo. La maggior parte degli shugo daimyo declinò in potere alla fine del periodo Muromachi ed i sengoku daimyo li rimpiazzarono. La maggior parte dei sengoku daimyo erano samurai di rango inferiore degli shugo daimyo, sebbene alcuni shugo daimyo come Shimazu nella Satsuma sopravvisse fino al Periodo Edo.
Nel periodo Edo le province rimasero come nomi geografici. In contrasto gli han erano una struttura governativa locale e pertanto descriveva l'area sulla quale ogni governo locale poteva esercitare il suo potere. Il sistema degli han venne determinato dallo shogunato Tokugawa, la loro dimensione poteva variare, ma secondo la definizione del Bakufu Tokugawa ogni han controllava un dominio dal quale almeno 10.000 koku venivano raccolti ogni anno; un daimyo era definito come il capo di un han e serviva direttamente lo shogun. Se un vassallo di un daimyo possedeva un feudo del valore di 10.000 koku non serviva comunque lo Shogun, ma il daimyo - pertanto per definizione non era un daimyo. Comunque il governo ed il dominio di questi samurai era comunque chiamato han per convenienza.
Quando lo Shogunato Tokugawa cadde il sistema han rimase in uso per pochi anni durante il Periodo Meiji, ma venne successivamente rimpiazzato con il sistema delle prefetture in uso ancora oggi.

## Relazioni tra Han e Bakufu
Le strutture di un han e dello shogunato erano simili principalmente perché Tokugawa Ieyasu mantenne la struttura governativa che i suoi antenati avevano sviluppato quando erano ancora piccoli daimyo locali della provincia di Mikawa. Alcuni daimyo, specialmente quelli i cui antenanti erano stati vassalli dello Shogun erano i signori di un han ed anche burocrati del bakufu. La maggior parte di essi governava feudi valutati da uno a 12 koku. Altri daimyo non avevano una carica permanente nel bakufu, ma gli venivano assegnati cariche temporanee.
Ogni daimyo serviva lo Shogun e riceveva il diritto di governare dallo Shogunato. L'erede di ogni daimyo doveva essere accettato in anticipo dallo shogunato. Quando il figlio (di sangue o adottato) di un daimyo veniva accettato come erede di suo padre, doveva recarsi al castello di Chiyoda a Edo, il castello dello Shogun, ed incontrare lo Shogun per ricevere il suo riconoscimento ed il diritto a succedere. Se questa procedura veniva ignorata, la successione veniva cancellata dallo Shogunato e l'han veniva abolito con una pratica detta  toritsubushi ("scartare" in giapponese).
Sebbene ogni daimyo fosse un vassallo giurato dello Shogun le loro relazioni variavano. La relazione tra ogni han ed il bakufu veniva determinata ed influenzata dalla relazione tra il fondatore dell'han e lo shogunato o con gli antenati dei Tokugawa. Rozzamente parlando c'erano tre classificazioni chiamate:
- Shinpan: parenti dei Tokugawa
- Fudai: alleati e vassalli dei Tokugawa prima della Battaglia di Sekigahara
- Tozama: che hanno riconosciuto i Tokugawa dopo la battaglia di Sekigahara.

Esisteva anche un'altra classificazione basata sulla dimensione dell'han.

## Rango degli han
Gli han variavano in dimensioni e pertanto in rendita. Ogni han era classificato dallo shogunato principalmente in base alla dimensione, ma la classificazione era determinata anche dal loro valore politico e gli han ed i daimyo dovevano comportarsi conformemente alla loro classe. Ad alcuni han veniva attribuito il rango maggiore "Lord provinciali", sebbene i loro han fossero piccoli. In alcune situazioni questa classificazione ad un livello maggiore divenne un problema finanziario.
I più grandi han occupavano domini più grandi di una provincia ed i loro daimyo erano chiamati  kokushu, lord provinciali.
Ai daimyo di rango inferiore era proibito costruire un castello. Nei primi anni del periodo Edo lo Shogunato impose la politica una provincia, un castello, ma successivamente furono costruiti più castelli per provincia.